# System systemów
System systemów – zbiór niezależnych systemów połączonych w jeden większy system, który tworzy unikalne możliwości. Niezależne systemy składowe współpracują, aby wytworzyć zbiorowe zachowanie, którego nie są w stanie samodzielnie wytworzyć.
Wokół tematu systemu systemów tworzy się coraz większe zainteresowanie. Obecnie systemy systemów to istotna dyscyplina badawcza, dla której ramy odniesienia, procesy myślowe, analiza ilościowa, narzędzia i metody projektowania są niekompletne. Metoda definiowania, modelowania, analizowania i zarządzania systemami systemów jest częścią dziedziny inżynierii systemów.

## Systemy systemów

### Definicje/Opisy
Poniżej przedstawiono powszechnie proponowane opisy – niekoniecznie będące definicjami – Systemów Systemów, w kolejności ich pojawiania się w literaturze:
1. Połączenie systemów we wspólny system systemów pozwala na interoperacyjność i osiągnięcie synergii systemów dowodzenia, kierowania, informatyki, łączności i informacji (C4I) oraz wywiadu, nadzoru i rozpoznania (ISR)[3]: opis w zakresie przewagi informacyjnej we współczesnym wojsku.
2. Systemy systemów to wielkoskalowe współbieżne i rozproszone systemy, których elementy składowe same w sobie są systemami złożonymi[4]: opis z zakresu struktur komunikacyjnych i systemów informatycznych w przedsiębiorstwie prywatnym.
3. Edukacja w zakresie Systemów Systemów polega na integracji systemów w Systemy Systemów, które ostatecznie przyczyniają się do ewolucji infrastruktury społecznej[5]: opis z zakresu kształcenia inżynierów na temat znaczenia systemów i ich integracji.
4. Integracja Systemów Systemów to sposób na dążenie do rozwoju, integracji, interoperacyjności i optymalizacji systemów w celu zwiększenia wydajności w przyszłych scenariuszach pola walki[6]: opis w dziedzinie informacyjno-intensywnej integracji systemów w wojsku.
5. Współczesne systemy składające się na systemy systemów nie są jednakowe, lecz mają pięć wspólnych cech: niezależność operacyjną poszczególnych systemów, niezależność zarządczą systemów, rozmieszczenie geograficzne, zachowania emergentne i rozwój ewolucyjny[7]: opis z zakresu ewolucyjnego pozyskiwanie złożonych systemów adaptacyjnych w wojsku.
6. Inżynieria Systemów Systemów w przedsiębiorstwie skupia się na łączeniu tradycyjnych działań z zakresu inżynierii systemów z działalnością przedsiębiorstw w zakresie planowania strategicznego i analizy inwestycji[8]: opis w zakresie systemów intensywnie wykorzystujących informacje w przedsiębiorstwie prywatnym.
7. Systemy Systemów to zbiory interdyscyplinarnych sieci heterogenicznych systemów, które mogą wykazywać operacyjną i zarządczą niezależność, rozkład geograficzny oraz pojawiające się i ewolucyjne zachowania, które nie byłyby widoczne, gdyby systemy i ich interakcje były modelowane oddzielnie[9]: opis z zakresu Krajowego Systemu Transportowego, Zintegrowanej Eksploracji Wojskowej i Kosmicznej.

Podsumowując, wszystkie te opisy sugerują, że potrzebny jest kompletny zestaw ram dla inżynierii Systemów Systemów, aby ułatwić radzenie sobie z problemami dotyczącymi Systemów Systemów. W szczególności jest to potrzebne, aby pomóc decydentom w określeniu, czy: infrastruktura, polityka i technologia, jako powiązane elementy całości spełniają zakładane cele, czy nie.
Konieczność wypracowania sposobów radzenia sobie z zagadnieniami Systemów Systemów jest istotna nie tylko ze względu na rosnącą złożoność rzeczywistości i idących za tym wyzwań, ale także dlatego, że takie problemy wymagają dużych inwestycji finansowych i zasobowych o wielopokoleniowych konsekwencjach.

### Jak rozpoznać Systemy Systemów
Podczas gdy poszczególne systemy tworzące System Systemów mogą być bardzo różne i działać niezależnie, ich interakcje ujawniają i tworzą nowe (emergentne) właściwości. Te wyłaniające się cechy mają ogromne znaczenie i skutki, które muszą być rozpoznane, przeanalizowane i zrozumiane. Podejście systemowe nie proponuje konkretnych narzędzi, metod lub praktyk; zamiast tego promuje nowy sposób myślenia w rozwiązywaniu wielkich wyzwań, w którym interakcje między technologią, polityką i ekonomią są głównymi czynnikami napędzającymi. Zagadnienie systemu systemów jest związane z zagadnieniami projektowania inżynierskiego, złożoności i inżynierii systemów, ale także wysuwa na pierwszy plan dodatkowe wyzwanie projektowe.
Systemy Systemów zazwyczaj wykazują zachowania złożonych systemów, ale nie wszystkie złożone problemy zalicza się do kategorii Systemów Systemów. Istnieje list cech i problemów charakterystycznych dla Systemów Systemów, które pozwalają je zidentyfikować:
- Części składowe są niezależne pod względem operacyjnym
- Części składowe są niezależne pod względem operacyjnym zarządczym
- Całość rozwija się ewolucyjnie w czasie
- Wykazuje zachowania pojawiające się jako efekt współzależności systemów – zachowania emergentne
- Części składowe są rozproszone geograficznie
- Części składowe pochodzą z różnych dziedzin – Interdyscyplinarność
- Części składowe są heterogeniczne
- Części składowe łączą się w sieci

Pierwsze pięć cech jest znanych jako kryteria Maiera służące do identyfikacji problemów za kategorii Systemów Systemów. Pozostałe trzy cechy zostały zaproponowane na podstawie badania matematycznych implikacji modelowania i analizowania wyzwań systemowych przez dr Daniela DeLaurentisa i jego współpracowników z Purdue University.

### Jak odróżnić System od Systemu Systemów
Ważnym aspektem związanym z zagadnieniem Systemu systemów jest umiejętność odróżnienia go od Systemu. INCOSE zdefiniowało 6 kryteriów które pozwolą na łatwe rozróżnienie.
| System                                                                                  | System Systemów                                                                                            |
| --------------------------------------------------------------------------------------- | --- |
| Ma jasno określoną grupę interesariuszy                                                 | Ma złożoną (wielopoziomową) strukturę interesariuszy, czasem ze sprzecznymi interesami                     |
| Ma jasno określony cel                                                                  | Ma wiele, możliwie sprzecznych, celów                                                                      |
| Ma jasno określoną strukturę zarządzania i odpowiedzialności                            | Ma złożoną strukturę zarządzania, często z rozmytymi odpowiedzialnościami                                  |
| Ma jasno określony priorytety operacyjne, z określoną strukturą „eskalowania” problemów | Ma wiele, różnych priorytetów operacyjnych, bez jasnej metody rozwiązywania konfliktów i „eskalowania” ich |
| Ma jeden cykl życia                                                                     | Ma tyle cykli życia ile elementów składowych, które zazwyczaj powstają asynchronicznie                     |
| Ma jasno określoną własność – jest jeden właściciel systemu                             | Ma rozproszoną własność pomiędzy właścicieli poszczególnych systemów składowych                            |

### Rodzaje Systemów Systemów

#### Kierowane Systemy Systemów (Directed)
Kierowane Systemy Systemów są budowane i zarządzane w celu spełnienia określonych celów. Są zarządzane centralnie aby zapewnić osiągnięcie celów. Chociaż systemy składowe zachowują zdolność do niezależnego działania, akceptują, że ich normalny tryb działania jest podporządkowany celom centralnym. Przykłady można znaleźć w miejskich systemach transportowych. Chociaż należące do różnych właścicieli, elementy składowe współpracują ze sobą w celu świadczenia usług. Aby zapewnić spójność, systemy składowe muszą akceptować znaczną ilość regulacji i standardów.

#### Uznane Systemy Systemów (Acknowledged)
Uznane Systemy Systemów mają wspólne cele uznawane przez systemy składowe, wyznaczonego menedżera i wspólne zasoby. Systemy składowe zachowują niezależną własność, cele, finansowanie i strategie rozwoju. W przeciwieństwie do Kierowanych Systemów Systemów, zmiany opierają się na uzgodnionej współpracy. Przykładem takiego Systemu Systemów jest kontrola ruchu lotniczego. Systemy dostarczające usługi transportu lotniczego oraz niezbędną infrastrukturę na całym świecie, wszystkie uznają wspólne cele, współpracują w zakresie najlepszych praktyk, przestrzegając regulaminów i protokołów.

#### Kolaboracyjne Systemy Systemów (Collaborative)
Kolaboracyjne Systemy Systemów składają się z systemów składowych, które dobrowolnie decydują się na uczestnictwo dla spełnienia wspólnych celów. Te cele mogą ewoluować w oparciu o współpracę systemów składowych. Przykładem jest sieć elektryczna. Autonomiczne systemy składowe produkują, przesyłają i dystrybuują energię elektryczną do konsumentów. W przeciwieństwie do Uznanego Systemu Systemów, Kolaboracyjny System Systemów nie ma nadrzędnego organu zarządzającego. Systemy składowe stosują się do przyjętych standardów i przepisów, ale ich sposób rozwoju i role odrywane w Systemie Systemów mogą ewoluować.

#### Wirtualne Systemy Systemów (Virtual)
Wirtualne Systemy Systemów nie posiadają centralnego organu władzy ani wyraźnego, wspólnego celu akceptowanego przez wszystkich. Wirtualny System Systemów może wykazywać emergentne zachowanie występujące w dużej skali, ale opiera się na standardowych formatach lub protokołach. Przykładem jest Internet. Internet Engineering Task Force (IEFT) publikuje uzgodnione standardy i protokoły, które stanowią aktualne formaty i protokoły, które niezależni usługodawcy mogą wykorzystać do nowych usług lub produktów. Nie ma żadnego odgórnego, centralnego kierownictwa ani nadzoru. Również nie ma żadnego celu wspólnego dla wszystkich stron.

## Badania
Aktualne badania nad efektywnym podejściem do problemów Systemów Systemów obejmują:
- Ustanowienie efektywnego układu odniesienia
- Tworzenie ujednoliconego zestawu pojęć od opisu zagadnienia[14]
- Opracowanie skutecznych metod wizualizacji i komunikacji złożonych systemów[15]
- Zarządzanie zasobami rozproszonymi[16]
- Studium projektowania architektury
  - Interoperacyjność[17]
  - Zasady dystrybucji danych: definicja zasad, wytyczne projektowe i weryfikacja[18]
- Formalny język modelowania ze zintegrowaną platformą narzędziową[19]
- Badanie różnych technik modelowania, symulacji i analizy
  - teoria sieci
  - modelowanie agentowe
  - ogólna teoria systemów
  - projektowanie probabilistyczne (w tym modelowanie/zarządzanie niepewnością)
  - symulacja i programowanie obiektowe
  - optymalizacja wielokryterialna
- Badanie różnych narzędzi numerycznych i wizualnych do opisywania interakcji wymagań systemowych, koncepcji i technologii

## Zastosowanie/Występowanie
Systemy systemów, choć nadal najczęściej spotykane i rozwijane w sektorze obronnym, znajdują również zastosowanie w takich dziedzinach, jak krajowy i międzynarodowy transport lotniczy i samochodowy oraz przemysł kosmiczny. Inne dziedziny, w których można go zastosować, to opieka zdrowotna, projektowanie systemów komunikacyjnych (np. Internet czy sieć 5G), Internet rzeczy, integracja oprogramowania oraz zarządzanie energią i systemy zasilania.